# Чуфус Богдан Дмитрович
Чуфус Богдан Дмитрович (нар. с. Старуня Івано-Франківської області) — український актор театру і кіно, телеведучий, співак.  Народний артист України (2009 рік).

## Біографія
Перша спеціальність — фельдшер, 2 роки працював медиком у рідному селі, поступив до Київського театрального інституту імені Карпенка-Карого (курс А. Скибенка), навчання в якому завершив з відзнакою(1975). За направленням потрапив на роботу до Севастопольського академічного російського драматичного театру імені А. Луначарського (1975 р.), із 1977 по 2005 рік трудився в Одеському драматичному театрі. Тут удостоївся високого звання Заслуженого артиста України (1994 р). З 2005 року по нині трудиться на Одеському телебаченні. За цю старанність і громадянську публічність2009 року його відзначено званням Народний артист України. На сцені театрів зіграв сотні блискучих, характерних ролей, у тому числі й… жіночу. Йдеться про перевтілення в образ старої Єлизовети Францівни у комедії І. Піковського «Золоті часи». Знімався в ряді кінофільмів. «Луна в пущі»(1977), «Комедійний коктейль»(2003). Виконавець українських народних пісень.

## Звання
- Народний артист України (25 грудня 2009) — за вагомий особистий внесок у соціально-економічний та культурний розвиток України, високий професіоналізм та багаторічну сумлінну працю[5]
- Заслужений артист України (15 червня 1994) — за значний особистий внесок у розвиток театрального мистецтва і музичної культури, високу виконавську майстерність[6]